# SG Wallau-Massenheim
El SG Wallau/Massenheim fue un equipo de balonmano resultante de la fusión entre el TV Wallau y TuS Massenheim. El club se hizo famoso en los años 90 cuando ganó dos campeonatos alemanes y la Copa IHF.
Después de varias insolvencias, TV Wallau se unió temporalmente al HSG Frankfurt-RheinMain, utilizando el nombre de SG Wallau. En 2014 se fundó de nuevo bajo el nombre HSG Wallau/Massenheim, jugando ligas regionales.

## Jugadores reconocidos
- Christian Fitzek[4]
- Peter Hofmann[5]
- Stephan Beautiful
- Martin Schwalb[6]
- Pascal Hens[7]
- Mikael Källman
- Mike Fuhrig
- Zoran Đorđić
- Marcus Rominger
- Markus Baur[8]
- Frédéric Volle[9]
- Steffen Weber
- Bernard Latchimy
- Andreas Rastner
- Dmitry Torgovánov[10]
- Christian Zeitz[11]
- Nenad Peruničić[12]
- Jan-Olaf Immel[13]
- Dominik Klein[14]
- Jens Tiedtke
- Steffen Fäth[15]

## Palmarés
- Liga de Alemania: 2 1992, 1993
- Copa Nacional de Alemania: 2 1993, 1994
- Copa EHF : 1 1992
- Finalistas de la Liga de Campeones de la EHF : 1 1993